# Młodolino (jezioro)
Młodolino – jezioro na Pojezierzu Dobiegniewskim, położone w województwie lubuskim, w powiecie strzelecko-drezdeneckim, w gminie Dobiegniew.

## Położenie i opis
Jezioro położone jest w północno-wschodniej części powiatu strzelecko-drezdeneckiego, na Pojezierzu Dobiegniewskim. W pobliżu zachodniego brzegu zbiornika znajduje się jezioro Wielgie, kilkaset metrów na północ jezioro Słowie, a nieco na wschód niewielka osada Młodolino.
Według Mapy Podziału Hydrograficznego Polski leży na terenie zlewni siódmego poziomu Zlewnia jez. Wielgiego. Identyfikator MPHP to 1888893.

## Hydronimia
Jezioro pojawia się w źródłach w 1934 roku jako Linkow-S., a następnie Linkow -See — Linkowo, -wa (1949), Jezioro Linkowo (1983), Karolinka (2003). Państwowy rejestr nazw geograficznych jako nazwę zestandaryzowaną akwenu podaje Młodolino, wymieniając nazwę oboczną Karolinka. W niektórych źródłach nazwa tego jeziora to Madolinka oraz Nadolinek.

## Morfometria
Adam Choiński poprzez planimetrowanie na mapach 1:50 000, określił wielkość jeziora na 12,5 ha. Lustro wody według Choińskiego znajduje się na wysokości 51,4 m n.p.m., natomiast według numerycznego modelu terenu udostępnionego przez Geoportal na wysokości 51,3 m n.p.m.

## Zagospodarowanie
Administratorem wód jeziora jest Regionalny Zarząd Gospodarki Wodnej w Bydgoszczy. Utworzył on obwód rybacki, który obejmuje między innymi wody jeziora Rolewiec, Wielgie, Kukwa, Nadolinek wraz z wodami cieku łączącego te jeziora (Obwód rybacki Jeziora Wielgie na cieku Mierzęcka Struga – Nr 3).

## Ochrona środowiska
Jezioro znajduje się na obszarze chronionym w ramach programu Natura 2000 o nazwie Lasy Puszczy nad Drawą oraz na obszarze chronionego krajobrazu Puszcza Drawska.